# Kenneth Jinghwa Hsü
Kenneth Jinghwa Hsü (chinesisch 許靖華 / 许靖华, Pinyin Xǔ Jìnghuá; * 7. Juli 1929 in Nanjing, China) ist ein chinesischer Wissenschaftler und Geologe.

## Leben
Hsü studierte an der Zentralen Universität Nanjing (heute Nanjing-Universität), an der Ohio State University und an der University of California, Los Angeles.
In den USA heiratete er und gründete mit seiner Frau Ruth eine Familie. Als sie bei einem Autounfall im Jahr 1963 starb, zog er in die Schweiz und bekam dort eine Stelle als Professor an der ETH Zürich. 1984 war Hsü der „Bownocker Lecturer“ an der Ohio State University. Danach arbeitet er an der Nanjing-Universität, seit 1994 ist er im Ruhestand.
Hsü wurde mit zahlreichen wissenschaftlichen Preisen ausgezeichnet, darunter die Twenhofel-Medaille, die Wollaston-Medaille und die Penrose-Medaille. Darüber hinaus ist Hsü ein ausländisches Mitglied der National Academy of Sciences und war Präsident der Internationalen Gesellschaft für Sedimentforschung.
Während seiner Laufbahn veröffentlichte Hsü mehr als 400 Arbeiten, darunter auch einige populärwissenschaftliche Werke. Die bekanntesten Bücher sind Die letzten Jahre der Dinosaurier (The Great Dying) und Das Mittelmeer war eine Wüste (The Mediterranean was a Desert). Das zweite Buch fasste auf allgemeinverständliche Weise seine Arbeit über die Messinische Salinitätskrise zusammen und schilderte die Erkenntnisse, die er und seine Kollegen während seiner Zeit auf der Glomar Challenger über das Austrocknen des Mittelmeers vor knapp 6 Millionen Jahren gewonnen hatten.
Außerhalb seines wissenschaftlichen Wirkens beschäftigte er sich mit dem Leben von Wolfgang Amadeus Mozart und veröffentlichte ein Buch über dessen Tod (Mozart, Amadeus and Magdalena, das in China unter dem Titel 莫扎特的愛與死 erschien).

## Schriften
- Physics of Sedimentology: Textbook and Reference, Springer Verlag, 2. Auflage 2004
- Klima macht Geschichte. Menschheitsgeschichte als Abbild der Klimaentwicklung, Orell Füssli Verlag, Zürich 2000
- mit Ueli Briegel: Geologie der Schweiz, Birkhäuser 1991
- The Geology of Switzerland, Princeton University Press 1995
- Die letzten Jahre der Dinosaurier, Birkhäuser 1990
- The great dying, Ballantine Books 1988
- Ein Schiff revolutioniert die Wissenschaft, die Forschungsreisen der Glomar Challenger, Hoffmann und Campe 1982
- Das Mittelmeer war eine Wüste. Auf Forschungsreisen mit der Glomar Challenger, Harnack, München 1984